# Temple mormon d'Atlanta
Le temple mormon d’Atlanta est un temple de l’Église de Jésus-Christ des saints des derniers jours situé à Atlanta, dans l’État de Géorgie, aux États-Unis. Il a été inauguré le 1er juin 1983.